# Maximiliano Montero
Maximiliano Montero, vollständiger Name Maximiliano Felipe Montero Rodríguez, (* 27. August 1988 in Montevideo) ist ein uruguayischer Fußballspieler.

## Karriere
Der 1,76 Meter große Defensivakteur Montero stand ab der Apertura 2006 bis in die Clausura 2011 im Kader des seinerzeitigen uruguayischen Erstligisten Liverpool Montevideo. Dort bestritt er in den Spielzeiten 2009/10 und 2010/11 insgesamt 41 Spiele in der Primera División. Ein Tor erzielte er nicht (2009/10: 22 Spiele (0 Tore); 2010/11: 19 (0)). Zudem wurde er in zwei Partien der Copa Libertadores eingesetzt. Ab der Apertura 2011 folgte eine Leihstation beim argentinischen Verein CA Tigre. In der Saison 2011/12 stehen bei den Argentiniern allerdings nur jeweils ein Einsatz in der Primera División und in der Copa Argentina zu Buche. 2012 kehrte Montero zu Liverpool zurück. Nach acht für ihn torlosen Erstligaeinsätzen in der Spielzeit 2012/13 und einer Partie in der Copa Sudamericana wurde er von den Montevideanern während dieser Saison 2013 erneut auf Leihbasis abgegeben. Aufnehmender Verein war dieses Mal Liverpools Erstligakonkurrent Cerro Largo FC. In der restlichen Spielrunde bestritt er vier Begegnungen in der Primera División (kein Tor). Am 7. August 2013 schloss er sich dann Envigado an und kam dort 13-mal in der Primera A Kolumbiens zum Einsatz (kein Tor). Seit der Apertura 2014 spielt er wieder in Uruguay für den Erstligaaufsteiger Rampla Juniors. In der Saison 2014/15 kam er zu 21 Erstligaeinsätzen (kein Tor). Nach dem Abstieg am Saisonende absolvierte er in der Apertura 2015 neun Zweitligaspiele und schoss ein Tor. Ende Januar 2016 wechselte er auf Leihbasis zum Erstligisten El Tanque Sisley. Dort kam er dort in der Clausura 2016 zu neun Erstligaeinsätzen (kein Tor). Anschließend kehrte er zu den Rampla Juniors zurück. Bislang (Stand: 7. August 2017) bestritt er beim Klub aus Montevideo in der Saison 2016 und 2017 saisonübergreifend 19 Erstligapartien und schoss ein Tor.